# Kotkatsalo (ö i Södra Savolax)
Kotkatsalo är en ö i Finland. Den ligger i sjön Ryökäsvesi och Liekune och i kommunen Hirvensalmi i den ekonomiska regionen  S:t Michel och landskapet Södra Savolax, i den södra delen av landet, 190 km nordost om huvudstaden Helsingfors. Öns area är 2,6 hektar och dess största längd är 300 meter i sydöst-nordvästlig riktning.